# Behaviour (Saga)
Behaviour is het zesde studioalbum van de Canadese band Saga.

## Musici
- Michael Sadler – zang en toetsen
- Ian Crichton – gitaar
- Jim Gilmour – toetsen en zang
- Jim Crichton – basgitaar en toetsen
- Steve Negus – slagwerk.

## Composities
Alle nummers geschreven door Saga.
1. "Listen to Your Heart" – 3:56
2. "Take a Chance" – 3:54
3. "What Do I Know" – 3:40
4. "Misbehaviour" – 4:04
5. "Nine Lives of Miss MIDI" – 1:17
6. "You and the Night" – 5:16
7. "Out of the Shadows" – 4:48
8. "Easy Way Out" – 3:59
9. "Promises" – 4:12
10. "Here I Am" – 3:34
11. "(Goodbye) Once Upon a Time" – 6:38